# Антон фон Ортенбург
Антон фон Ортенбург (на немски: Anton von Ortenburg, * 5 септември 1550, Аугсбург, † 23 май 1573, река Дунав, между Регенсбург и Келхайм) е имперски дворцов съветник във Виена и управител на Хайденхайм в Херцогство Вюртемберг. Той е в организацията от висши благородници на курфюрст Фридрих III от Пфалц.

## Биография
Антон е единственият син на граф Йоахим фон Ортенбург и графиня Урсула фон Фугер фон Кирхберг и Вайсенхорн (1530 – 1570).
На 28 октомври 1555 г., на 5-годишна възраст, Антон е записан в университета в Инголщат и вероятно на осем години започва да следва. Образован е от домашни учители. Учи латински и старогръцки език. На 30 юни 1561 г. в Женева той се среща с Жан Калвин и на 10 юли същата година Антон започва да следва до октомври 1564 г. в Тюбинген, финансиран от чичо му Улрих Фугер. От 1565 г. започва пътуване до Париж и учи френски, право, танци, фехтовка и яздене. През 1567 г. се връща в къщи и веднага тръгва за Италия, където учи италиански и посещава университетите в Падуа и Сиена.
През 1568 г. той отива във Виена, където императорът му предлага служба като имперски дворцов съветник. Родителите му избират за съпруга Доротея фон Ханау-Мюнценберг (* 4 февруари 1556, † 5 септември 1638), дъщеря на вече умрелия граф Филип III фон Ханау-Мюнценберг и пфалцграфиня Хелена фон Зимерн. Нейната зестра са 10 000 гулдена. Те се женят на 17 юни 1571 г. в дворец Стар-Ортенбург. Празненството трае четири дена и струва 8000 гулдена.
На 23 май 1573 г. Антон умира неочаквано на кораб между Регенсбург и Келхайм. На 1 декември 1573 г. се ражда синът му Фридрих, който живее само четири дена. Баща му, граф Йоахим, му издига през 1574/1575 г. ренесансов гроб в Маркт-църквата на Ортенбург.
17-годишната му вдовицата Доротея се омъжва на 28 ноември 1585 г. за граф Фолрад фон Глайхен-Кранихфелд-Бланкенхайн-Еренщайн-Ремда (1556 – 1627), ражда пет деца и се развежда през 1596 г.